# Ghazali

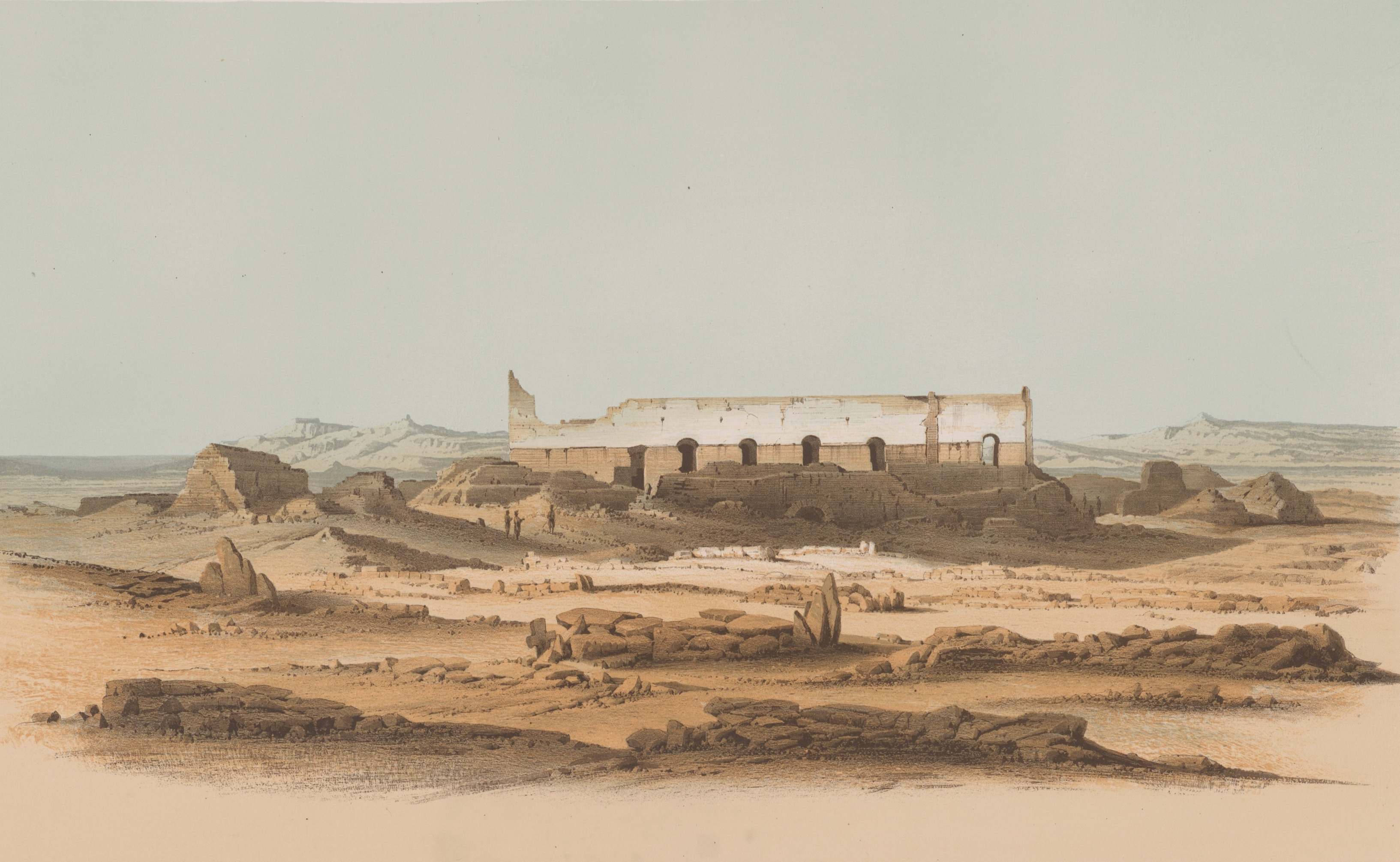
Pintura del segle XIX del monestir.

Ghazali és un monestir cristià en ruïnes situat en ple desert de Bayuda o Baiuda, no gaire lluny de Mèroe, al Sudan. Fou construït al principi de l'era cristiana (segle v). Es mantingué en funcionament fins al segle xiii. Les restes conserven bona part de les parets però ja no hi ha sostres; no queda res del seu interior ni decoració. Està completament aïllat.
Al segle xix era una destinació molt popular entre els viatgers que visitaven la regió.